# Lenguas de Bélgica

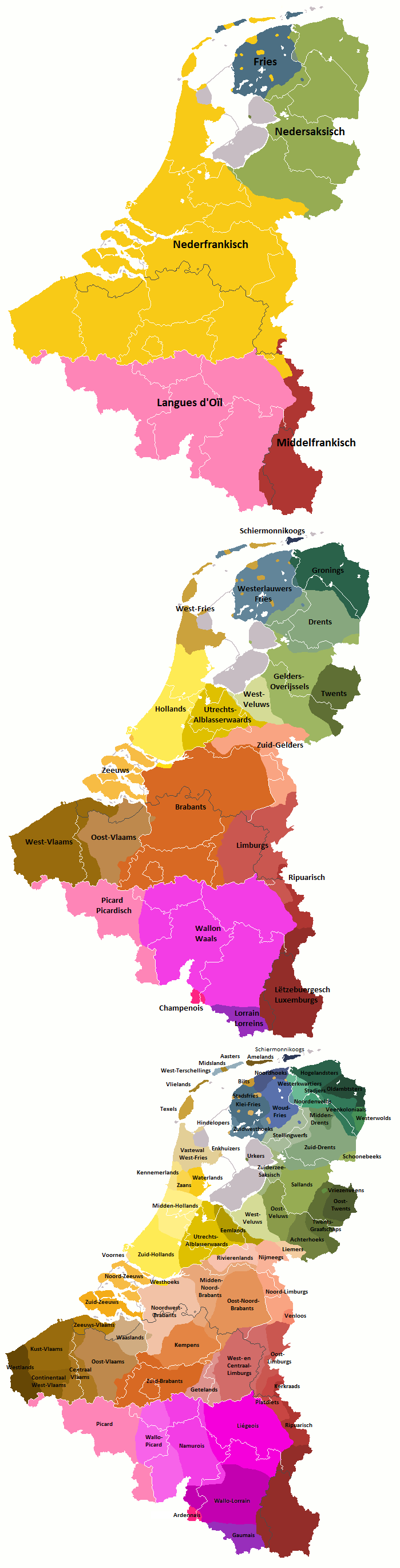
Dialectos regionales del Benelux.

Las tres lenguas más comunes en Bélgica son:
- El neerlandés, en su variedad flamenca, al norte, es la lengua materna de más del 60% la población total.
- El francés, propia de un 39% de los habitantes, entre ellos los de la capital Bruselas y hablado en dos variedades.
- El alemán, hablado por una pequeña comunidad al este de la provincia de Lieja que apenas afecta al 1% de la población y que se extiende por nueve pueblos alrededor de Eupen y Saint-Vith.

Se calcula que un 65% de los belgas son completamente bilingües en neerlandés, idioma que conoce el 20% de los valones (originarios de Valonia, un territorio belga que ocupa la parte meridional de este país); y francés, idioma que conoce el 60% de los flamencos (aquellos originarios de Flandes [es una región de Europa Occidental que comprende principalmente la mitad septentrional de la actual Bélgica, aunque también partes adyacentes de las vecinas Francia y Países Bajos]). Entre las minorías de inmigrantes más representadas se encuentran la italiana, la marroquí, la turca y la española. 
A lo largo del siglo XIX y buena parte del siglo XX, también del siglo XIX, los puestos administrativos, profesionales y de dirección recayeron casi por completo en el sector francófono de la población, incluso en Flandes. Solamente después de algunas estrictas reformas, entre ellas el establecimiento de una autonomía regional, los hablantes de flamenco tuvieron acceso al poder económico y político. Los enfrentamientos entre ambas comunidades aún no están resueltos, ni curadas las diferencias; asimismo tampoco está claro el futuro desarrollo de la convivencia de ambas lenguas.

## Lenguas belgas y sus hablantes
- Neerlandés: 6 060 000 (61.3%-70%)
- Francés: 4 340 000 (33.7%-70%)
- Italiano: 250 000 (2.5%)
- Alemán: 72 000 (1%)
- Turco: 90 000 (0.91%)
- Español: 50 000 (0.12%)
- Luxemburgués: 20 000 (0.09%)

- Datos: Q2322300
- Multimedia: Languages of Belgium / Q2322300